# Moleboheng Modise
Moleboheng Modise é uma política sul-africana que é membro da Assembleia Nacional desde maio de 2019. Ela é membro do Congresso Nacional Africano.

## Carreira parlamentar
Em maio de 2019, Modise foi eleita para a Assembleia Nacional como membro do Congresso Nacional Africano. Ela recebeu as atribuições de comité em 27 de junho de 2019.

### Atribuições de comité
- Comité Permanente Conjunto de Defesa[3]
- Comité de Portefólio de Defesa e Veteranos Militares  [3]